# Smermisia vicosana
Smermisia vicosana is een spinnensoort in de taxonomische indeling van de hangmatspinnen (Linyphiidae).
Het dier behoort tot het geslacht Smermisia. De wetenschappelijke naam van de soort werd voor het eerst geldig gepubliceerd in 1938 door Bishop & Crosby.